# Agua de Valencia
Pour les articles homonymes, voir Agua.
Agua de Valencia, ou Aigua de València en valencien, est un cocktail à base de cava (ou champagne), jus d'orange, vodka et gin.

## Histoire
Le cocktail a été créé en 1959 par Constante Gil au Café Madrid de Valence,,. L'auteur María Ángeles Arazo raconte dans son livre Valencia Noche, qu'un groupe de Basques avait pour habitude d'y commander du vin mousseux qu'ils dénommaient « Agua (eau) de Bilbao. Lassés de commander toujours la même boisson, ils demandèrent au serveur une boisson nouvelle... »[réf. nécessaire]
Dans les années 1970, ce cocktail s'est répandu dans les autres cafés de la ville.
Pour faire un litre de cocktail, on mélange une bouteille (70 cl) de cava, un verre (20 cl) de jus d'orange et  de la vodka et du gin (10 cl). Certaines personnes rajoutent du sucre selon leur goût. Il faut le faire à l'avance et le garder au réfrigérateur ; servir sans glaçons, très froid.